# Shepton Beauchamp
Shepton Beauchamp est une paroisse civile et un village du Somerset, en Angleterre.